# Grande Crise do Oriente

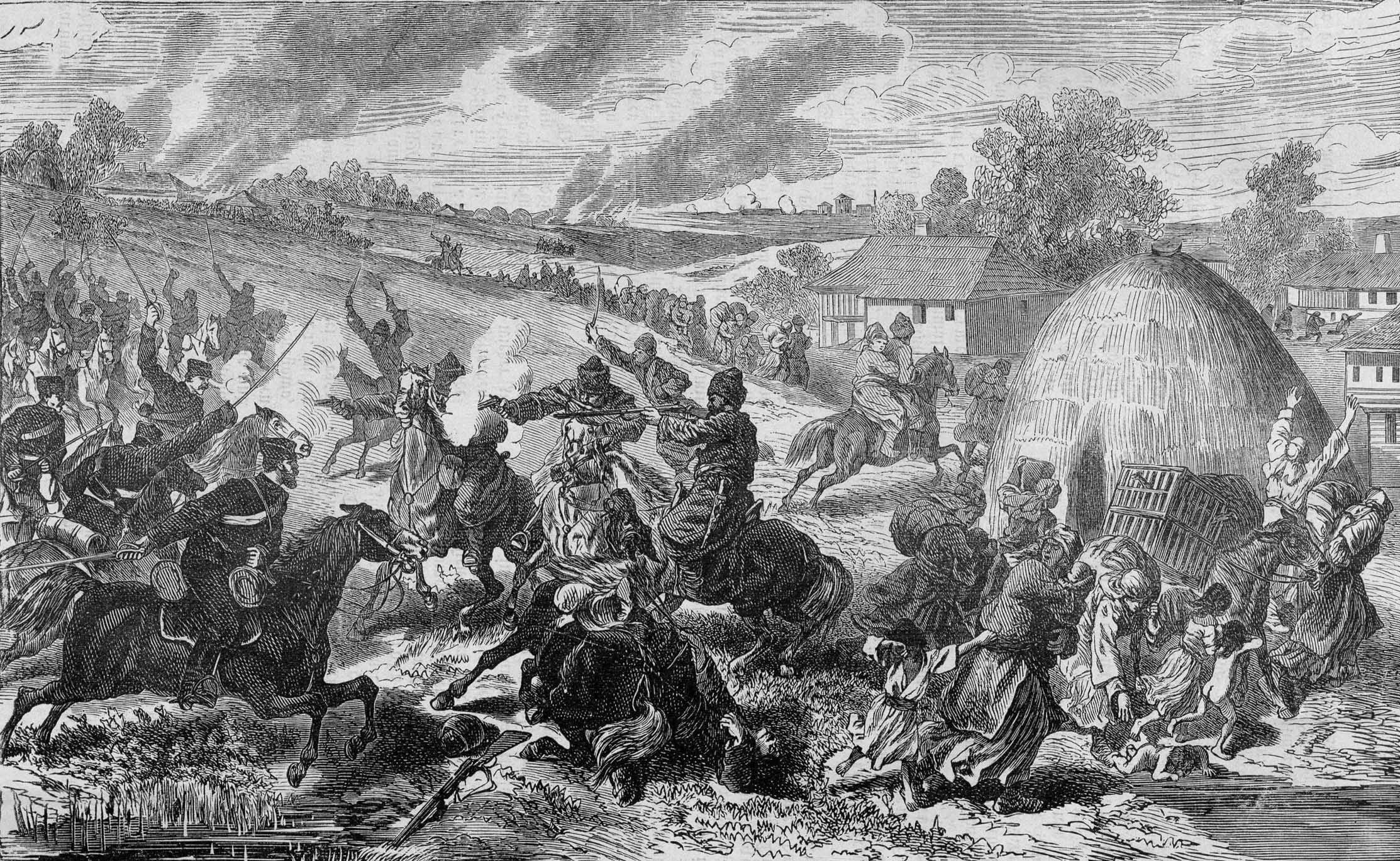
Soldados sérvios e otomanos se combatendo em Niš, em 1877

A Grande Crise do Oriente de 1875-1878 (em servo-croata: Велика источна криза; romaniz.: Velika istočna kriza) teve início em territórios otomanos dos Bálcãs em 1875, com a eclosão de várias revoltas e guerras que resultaram na interferência das potências internacionais, que terminou com o Tratado de Berlim em julho de 1878.

## História
O estado da administração otomana nos Bálcãs continuou a deteriorar-se ao longo do século XIX, com o governo central, ocasionalmente, perdendo o controle sobre províncias inteiras. As reformas impostas pelas potências europeias pouco fizeram para melhorar as condições da população cristã, e, ao mesmo tempo conseguiram desagradar uma parcela considerável da população muçulmana. A Bósnia e Herzegovina sofreu pelo menos duas ondas de rebelião por parte da população muçulmana local, a mais recente em 1850. A Áustria, consolidada após a turbulência da primeira metade do século, procurou revigorar sua antiga política de expansão à custa do Império Otomano. Enquanto isso, os, principados nominalmente autônomos, mas de facto independentes, a Sérvia e o Montenegro, também procuravam se expandir para regiões habitadas por seus compatriotas. Os sentimentos nacionalistas e irredentistas eram fortes e foram incentivados pela Rússia e seus agentes.
Em 4 de agosto de 1854, durante a Guerra da Crimeia, o Império Otomano teve seus primeiros empréstimos estrangeiros. O império entrou em empréstimos posteriores, em parte para financiar a construção de ferrovias e linhas telegráficas, e até certo ponto para financiar os déficits entre as receitas e os gastos suntuosos da corte imperial, como a construção de novos palácios no estreito de Bósforo, em Istambul. Alguns analistas financeiros notaram que as condições destes empréstimos eram excepcionalmente favoráveis para os bancos franceses e britânicos, o qual lhes facilitavam; enquanto outros observaram que as condições refletiam a vontade da administração imperial para refinanciar constantemente suas dívidas. A grande soma de dinheiro também foi gasta para a construção de novos navios para a Marinha Otomana durante o reinado do sultão Abdulazize (r. 1861–1876). Em 1875, a marinha otomana tinha 21 couraçados e 173 navios de guerra de outros tipos, que formaram a terceira maior frota naval do mundo, depois das marinhas de guerra britânicas e francesas. Todos esses gastos, no entanto, colocaram uma enorme pressão sobre a tesouraria otomana. Nesse meio tempo, uma seca severa na Anatólia em 1873 e as inundações em 1874 provocaram fome e descontentamento generalizado no coração do império. A escassez agrícola impediu a cobrança de impostos necessários, o que obrigou o governo otomano dar calote em seus pagamentos do empréstimo externo em outubro de 1875 e aumentar os impostos em todas as suas províncias, incluindo nos Bálcãs.
A decisão de aumentar os impostos para o pagamento de dívidas do Império Otomano para os credores estrangeiros provocou uma indignação nas províncias balcânicas, que culminou com a Grande Crise do Oriente (1875-1878) e, finalmente, a Guerra Russo-Turca (1877-1878), que forneceu independência ou autonomia para as nações cristãs nos territórios balcânicos do império, com o subsequente Tratado de Berlim em 1878.

## Cronologia da Grande Crise do Oriente (1875-1878)

### Revoltas
- Revolta Herzegovina (1875-1877)
- Revolta Sérvia
- Revolta Montenegrina
- Revolta de Abril (1876)

### Guerras
Em 30 de junho de 1876, a Sérvia e o Montenegro declararam guerra ao Império Otomano.
- Guerra servo-turca (1876-1878)
- Guerra montenegrina-otomana (1876-1878)
- Guerra russo-turca de 1877-1878

### Tratados
- Tratado de San Stefano (1878)
- Tratado de Berlim (1878)

## Consequências
As revoltas e guerras da Grande Crise do Oriente (1875-1878) foram desastrosas para a economia otomana já em dificuldades, e a Administração da Dívida Pública Otomana foi criada em 1881, o que deu o controle das receitas do Estado otomano a credores estrangeiros.  Isso fez os credores obrigacionistas europeus, atribuírem direitos especiais a ADPO para recolher vários tipos de receitas fiscais e aduaneiras. Nesse meio tempo, a França ocupou o Beilhique da Tunísia dos otomanos em 1881, sob o pretexto que as tropas tunisianas tinham atravessado a fronteira para a sua colônia, a Argélia, que também pertenceu anteriormente ao Império Otomano até 1830. Um ano depois, em 1882, o Império Britânico ocupava o Quedivato do Egito dos otomanos, com o pretexto de dar assistência militar aos otomanos para colocar abaixo a Revolta de Urabi (a Grã-Bretanha declarou mais tarde o Egito como um protetorado britânico em 5 de novembro de 1914, em resposta à decisão do governo otomano de aderir a Primeira Guerra Mundial em do lado das Potências Centrais.). O governo otomano já havia arrendado Chipre à Grã-Bretanha em 1878, em troca de apoio britânico no Congresso de Berlim no mesmo ano (Chipre, assim como o Egito, foi declarado um protetorado britânico em 5 novembro de 1914 ) Ao controlar Chipre e Egito, a Grã-Bretanha ganhou uma posição importante no Mediterrâneo Oriental; enquanto a França aumentou suas terras na costa do Mediterrâneo Ocidental na África do Norte, acrescentando a Tunísia ao seu império como um protetorado francês.
Em 1878, a Áustria-Hungria estacionou guarnições militares no Vilaiete da Bósnia e em Sanjaco de Novi Pazar, que formalmente (de jure) continuaram a serem territórios otomanos. Tirando partido do ambiente caótico que se seguiu à Revolução dos Jovens Turcos em 1908, a Bulgária declarou sua independência formal em 5 de outubro de 1908. No dia seguinte, a Áustria-Hungria anexou unilateralmente a Bósnia em 6 de outubro de 1908, mas retirou suas forças militares de Novi Pazar a fim de chegar a um compromisso com o governo otomano e evitar uma guerra (o Império Otomano perderia Sanjaco de Novi Pazar nas guerras balcânicas de 1912-1913.)